# كهف بترالونا
يُعرف كهف بترالونا (باليونانية: Σπήλαιο Πετραλώνων)‏ أيضَا باسم كهف الصخور الحمراء، وهو عبارة عن شكل من أشكال الكارست، ويقع على ارتفاع 300 متر فوق مستوى البحر عند السفح الغربي لجبل كاتسيكا، وعلى بعد حوالي 35 كم جنوب شرق مدينة سلانيك في شبه جزيرة خالكيذيكي باليونان.
لفت الموقع انتباه العامة عندما عثروا على جمجمة بشرية قديمة متحجرة بداخله عام 1960. اكتُشف الكهف عن طريق الخطأ قبل عام واحد فقط (1959) بعد أن حدث شقًا في الصخر نتيجة لعوامل التعرية. كان الكهف مرصع بالجواهر مع صواعد ونوازل الكهف المثيرة للإعجاب، كما كان يحتوي على وفرة من الحفريات؛ ولهذا، سرعان ما جذب علماء الجيولوجيا وعلماء الإحاثة. بعد عقود من التنقيب، أصبح الكهف مفتوحًا أمام العامة، ووُثق هذا الجهد العلمي وقًدم في متحف أثري مجاور.
كانت هناك الحفرية الأبرز في الكهف، والتي عُرفت منذ ذلك الحين بين علماء الحفريات القديمة باسم «جمجمة بترالونا».
يعرض متحف علم الأنثروبولوجيا (علم الإنسان) الموجود في الموقع مجموعة مختارة من مكتشفات الكهف.

## الاكتشاف

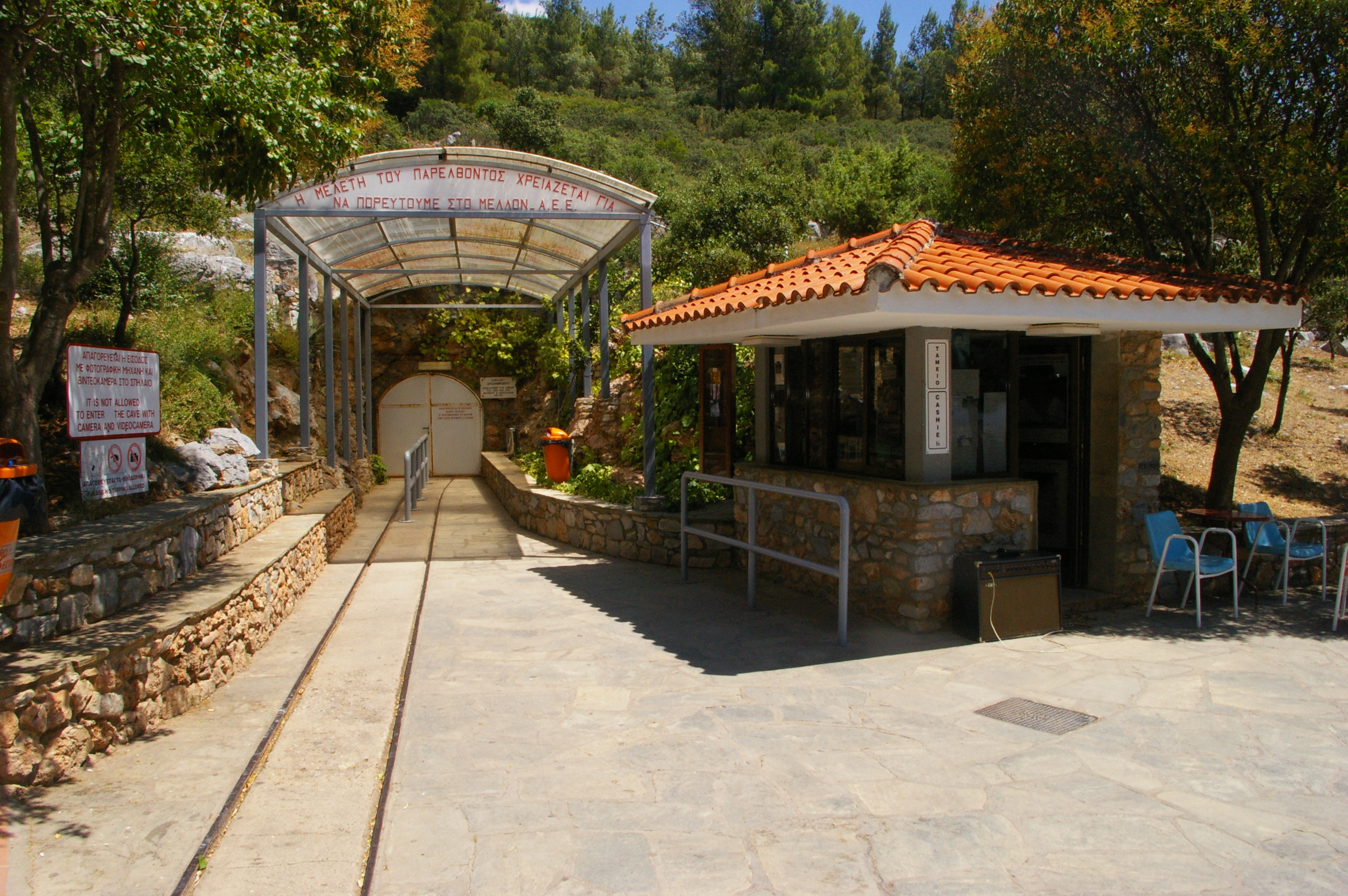
مدخل كهف بترالونا

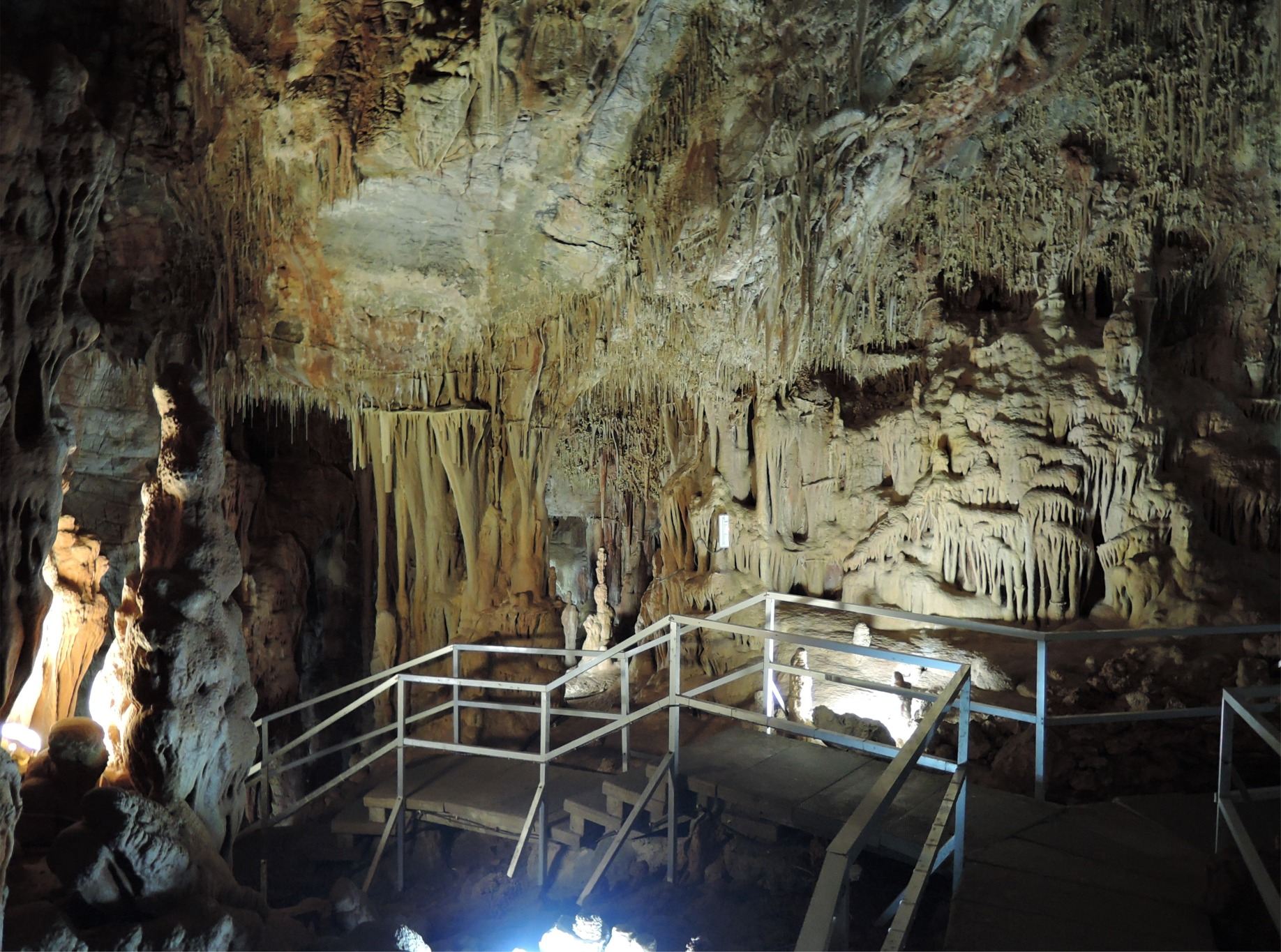
الطريق الخاص بالسياح في كهف بترالونا

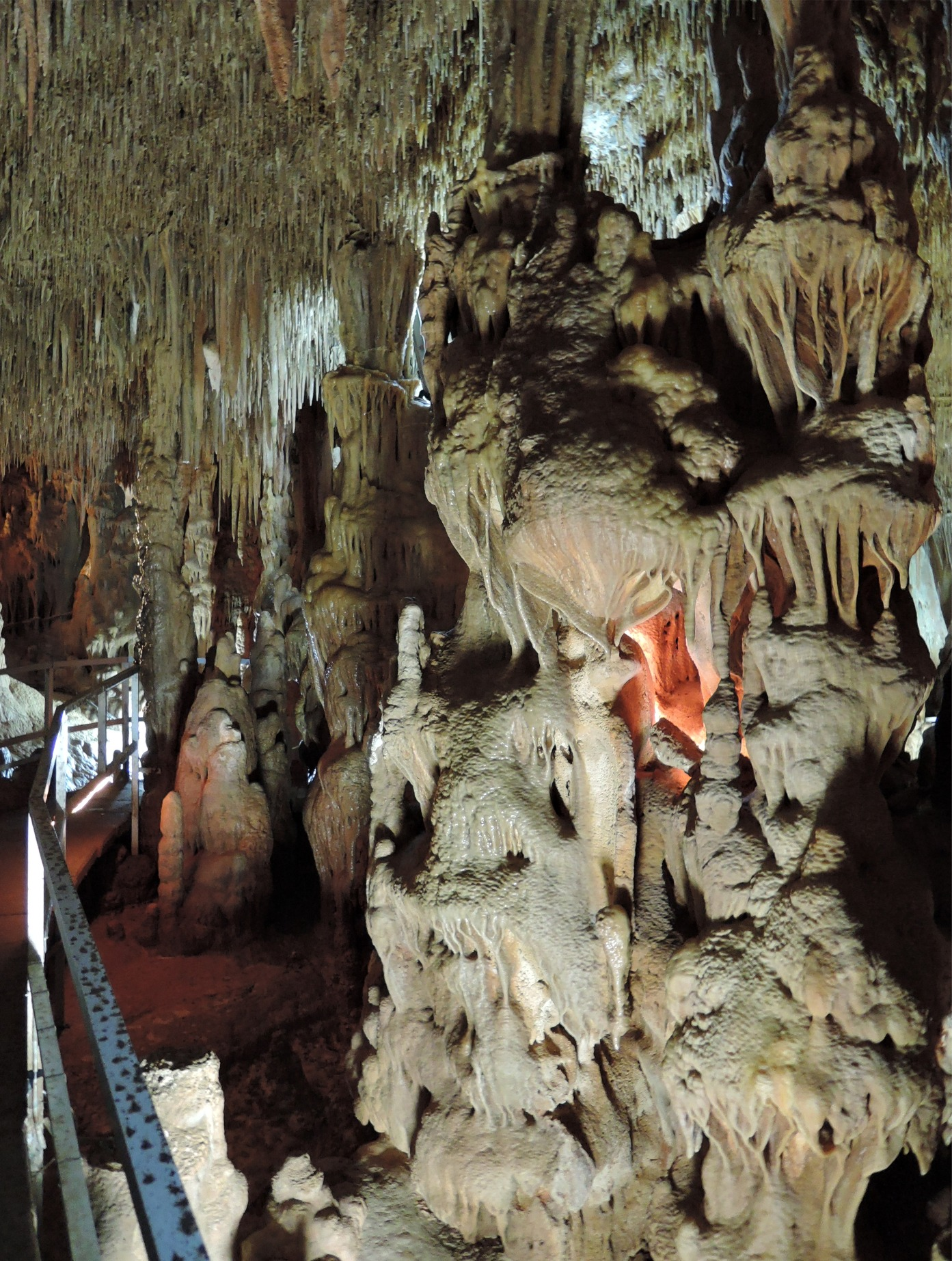
تشكيلات كهف بترالونا

اكتُشف الكهف عن طريق الخطأ في عام 1959 من قِبل فيليبوس تشاتزاريديس، وهو راعي محلي كان يبحث عن ينبوع. أثناء جهده للعثور على مصدر للمياه، وجد شقًا صغيرًا على منحدرات جبل كاتسيكا. نزل رجلين إلى الأسفل ووصفوا لاحقًا عددًا كبيرًا من الغرف والممرات، بارتفاع يتراوح من 8 إلى 10 أمتار بتشكيلات غنية وجميلة من الألواح الطينية (الصواعد والنوازل).
تطور الكهف خلال حقبة الحياة الوسطى (العصر الجوراسي)، وانقسمت الرواسب إلى عدة مستويات طبقية. تشبه التكوينات الصخرية الصبار العملاق أو اللؤلؤ الوردي أو الأعمدة المتينة أو الستائر الرقيقة، وفي العديد من الأماكن تتغذى الأحواض المائية بمواد الهوابط، وتبلغ مساحتها 10400 متر مربع، ويبلغ طول الممرات حوالي 2000 متر مربع، وتبقى درجة الحرارة على مدار العام ثابتة عند 17 درجة مئوية.
أُجري أول بحث في عام 1959 من قبل المُستغوِر الإغريقي يوانيس بتروتشيلوس، حيث وجد العديد من عظام الحيوانات، وكثير منها كان مغطى بالمرجان.

## جمجمة بترالونا
عُثر على جمجمة بيترالونا وفقًا لأريس بوليانوس (رئيس فريق التنقيب منذ عام 1965)، من قبل قروي يدعى كريستوس ساريانيديس، في عام 1960. كانت تتمسك بجدار الكهف على حوالي 30 سم فوق سطح الأرض، وممسكة بواسطة اللبيدة. وفكها السفلي مفقود، وكانت مغطاه بالكالسيت البني بعد وقت قصير من وفاة الفرد.
قدّر بولانيوس (1981) عمر الجمجمة بحوالي 700.000 عام، وأعلن أن التاريخ استند إلى تحليلات على أساس طبقات الكهف والرواسب المتراكمة.
استنتج بولانيوس أن الجمجمة تمثل جنسًا لشبيه بشر غير معروف سابقًا، وليس له صلة بالإنسان المنتصب (هومو إريكتوس)، ولا يمثل جنس الهومو. يميل علماء علم الأحياء القديمة إلى تصنيف الجمجمة على أنها تمثل إنسان منتصب (هومو إريكتوس) أو إنسان هايدلبيرغ أو الإنسان البدائي نياندرتال.
كانت ادعاءات بولانيوس سببًا مستمرًا للجدل منذ ذلك الحين، حيث تتعارض استنتاجاته مع النماذج السائدة من نوع جنس الهومو وانتشارها في وقت مبكر.
اشتكى بولاينوس من أن الحفريات في الموقع قد تأخرت أو كان لا بد من وقفها عدة مرات، أولاً في عام 1967 والسنوات التالية فيما يتعلق بالانقلاب اليوناني، ومرة أخرى في عام 1983 عندما رفضت وزارة الثقافة إعادة إصدار امتياز التنقيب حتى عام 1997. عُذرت منظمة الأنثروبولوجيا في اليونان -بعد 15 عامًا من المحاكمات- من قبل المحكمة العليا وأُمرت بمواصلة أعمالها في الكهف. اتهم بولاينوس الحكومة اليونانية مرارًا بالتآمر لقمع اكتشافاته؛ حيث ألغت حقوق التنقيب مرة أخرى في عام 2012.
في عام 1981، اكتُشف عمر جمجمة بترالونا والتي استنتجها بولاينوس ونشر البروتوكول في مجلة نيتشر. استخدم العلماء المعنيون قياسات الرنين المغناطيسي للإلكترون في غلاف الكالسيت وشظايا العظام، وأرّخوا عمر الجمجمة إلى ما بين 240.000 و 160.000 سنة.
يرجع تأريخ بوليانوس إلى الطبقات الحفرية، حيث يدعي أن عمر الطبقة ذات الصلة يبلغ حوالي 670.000 عامًا، وذلك استنادًا إلى قياسات رنين الدوران الإلكتروني. ويشير باحثون آخرون إلى أن أحافير الحيوانات القرينة الموجودة معها معروفة في مكان آخر منذ حوالي 350.000 عام. في عام 1987، أعلن الباحثون أن الجمجمة لا يمكن أن يزيد عمرها عن 620.000 عامًا، استنادًا إلى دراسات مغناطيسية قديمة والمغناطيسية المعدنية لرواسب الكهف.

### الطبقة 10
في عام 1992، نشر فريق دولي نتائج تحليل سلسلة تأريخ اليورانيوم للكهف الصغير، المسمى «الضريح»، حيث عُثر على الجمجمة والرواسب التي أطلق عليها بوليانوس اسم «الطبقة 10». تؤكد النتائج النتائج السابقة أن الطبقة 10 بأكملها تمثل فترة زمنية طويلة، من حوالي 160 ألف سنة إلى أكثر من 350 ألف سنة. يشير الحد الأدنى للعمر إلى طبقة الكالسيت البنية التي تغطي الجمجمة البشرية وتثبّتها على الجدار. القشرة الأحفورية غير كافية حتى الآن للتأريخ بطرق ألفا وسلسلة طرق اليورانيوم، ومع ذلك فقد خلص الحد الأدنى لعمرها إلى 160,000 عام.
لا يزال معظم الأكاديميين اليوم الذين حللوا بترالونا يصنفونه على أنه إنسان منتصب. ومع ذلك، فقد صُنف بترالونا أيضًا على أنه إنسان هايدلبيرغ أو الإنسان البدائي نياندرتال أو كفئة عامة مبكرة من فئة الإنسان العاقل. من ناحية أخرى، يًعتقد أن جمجمة بترالونا مشتقة من فئة مستقلة من البشر الذين ليس لهم صلة بالإنسان المنتصب هومو إريكتوس.

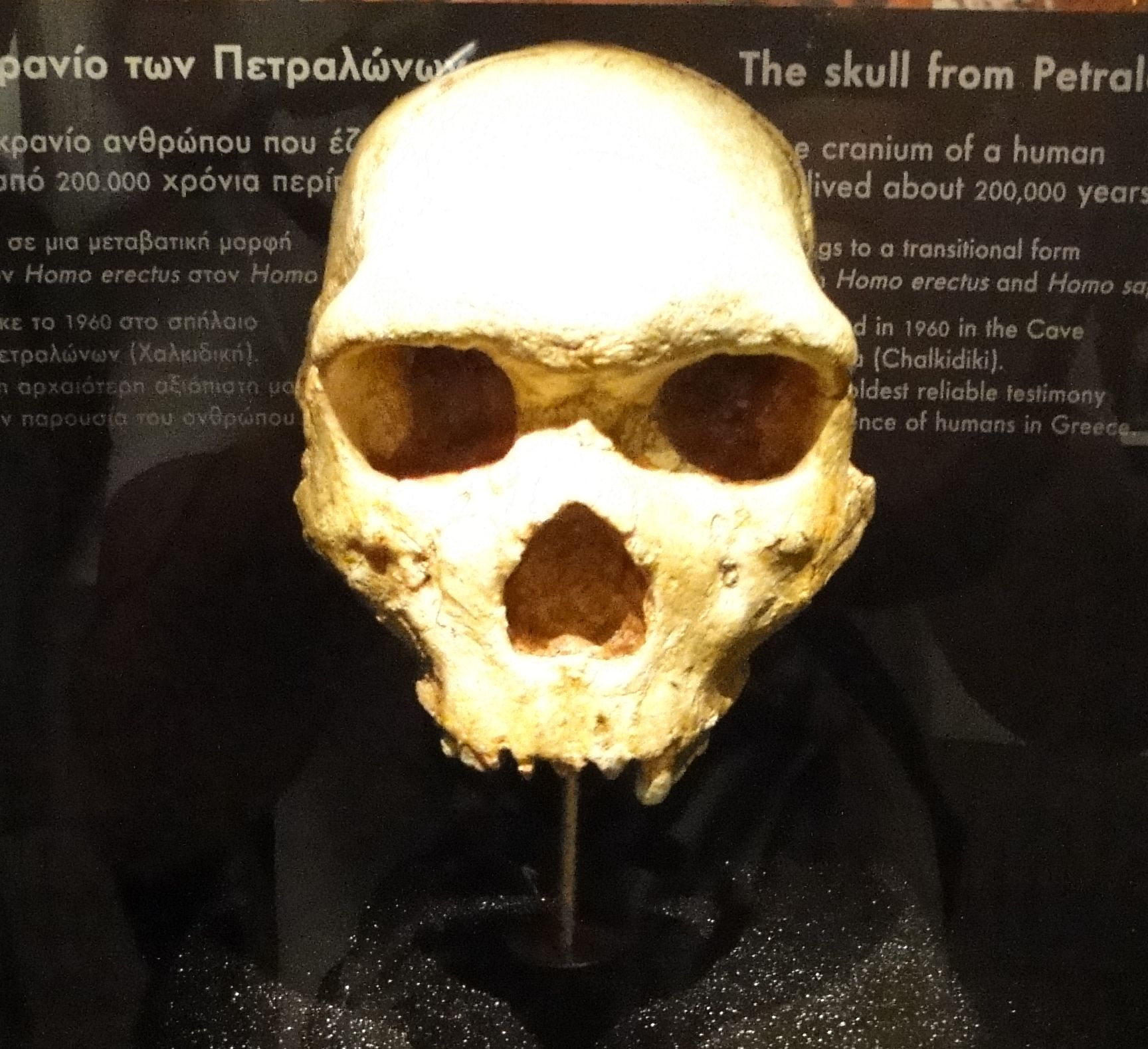
جمجمة بترالونا. متحف سلانيك للآثار.

الإجماع بين علماء الحفريات اليوم يرتكز حول فكرة أن الجمجمة تنتمي إلى الإنسان القديم المتميز عن الإنسان المنتصب وكل من البشر البدائيون الكلاسيكيون والبشر المعاصرون من الناحية التشريحية. مهما كان التصنيف النهائي، فقد تم تأريخ الجمجمة بشكل مؤقت من 200 إلى 400 ألف عام، ومن الممكن إذن أن يكون فرد بترالونا ممثلاً للنسب المسؤولة عن العصر الحجري القديم السفلي في ثيساليا.
واصلت جمعية الأنثروبولوجيا في اليونان الإعلان عن اكتشافات جديدة في الكهف، مثل 4 أسنان معزولة، ثم اثنين من الهياكل العظمية قبل 80000 عام، وعدد كبير من الحفريات من أنواع مختلفة.
احتُفظ بالحفريات في كلية الجيولوجيا بجامعة أرسطو في سالونيك منذ عام 1960.

## الحيوانات الأحفورية
عُثر على أنواع عديدة من الحيوانات الأحفورية في الكهف:

### الأسماك
- أنواع غير محددة

### البرمئيات
- ضفدع الجبل
- العلجم المجرفي الأوروبي البني (Pelobates fuscus)

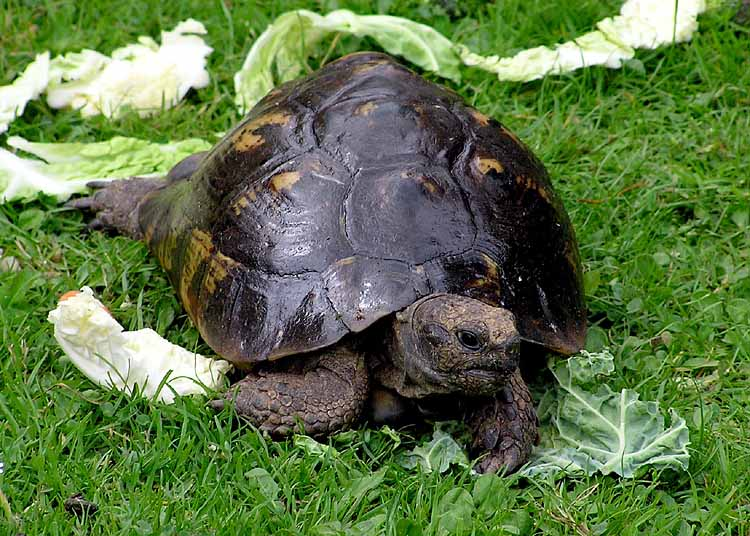
سلحفاة مهمازية الورك

### الزواحف
- السلحفاة مهمازية الورك أو السلحفاة اليونانيَّة
- السحلية الخضراء البلقانيَّة
- السحلية الخضراء الأوروبيَّة أو السِقَّايَة الخضراء

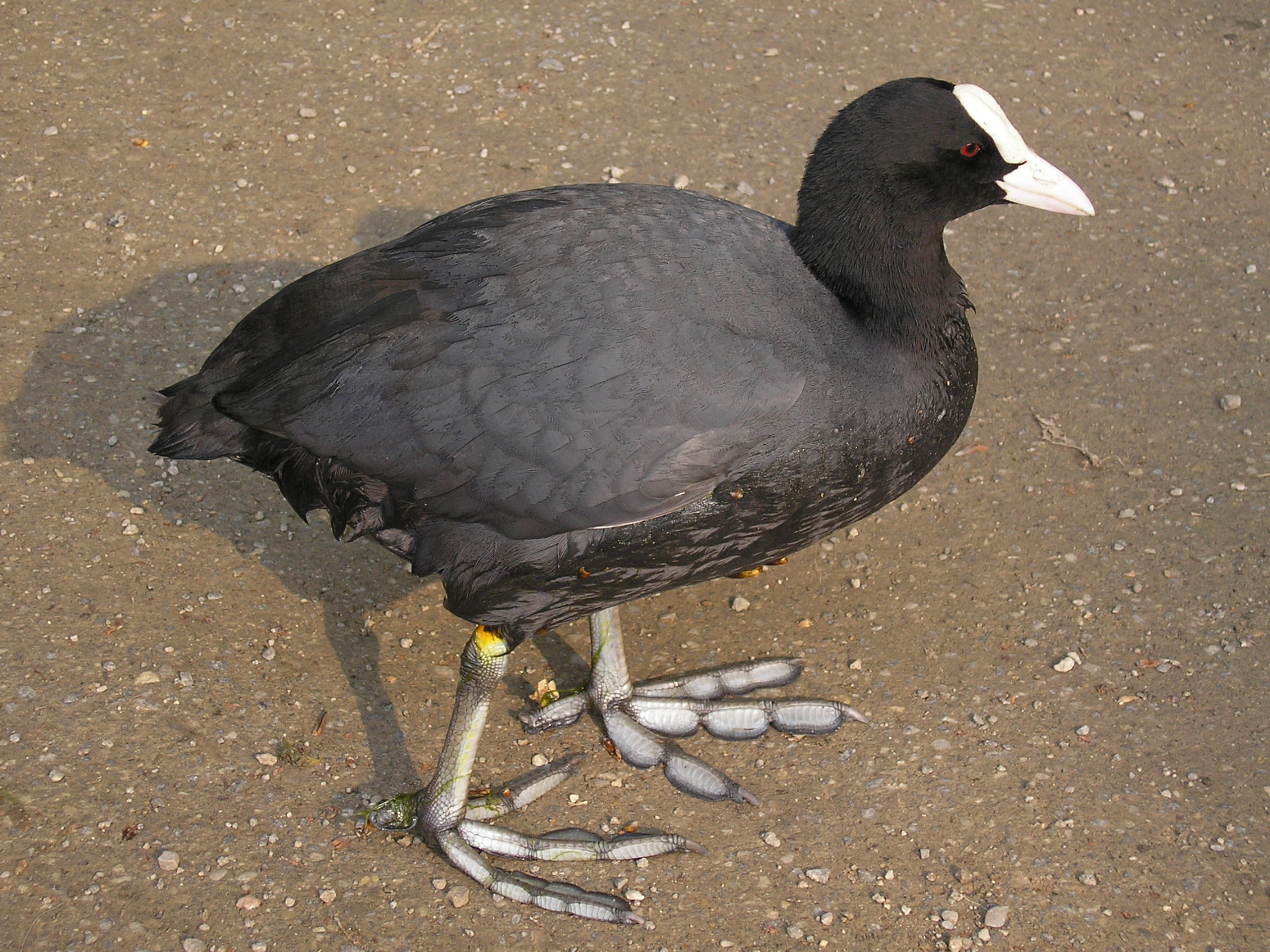
غرة أوراسية

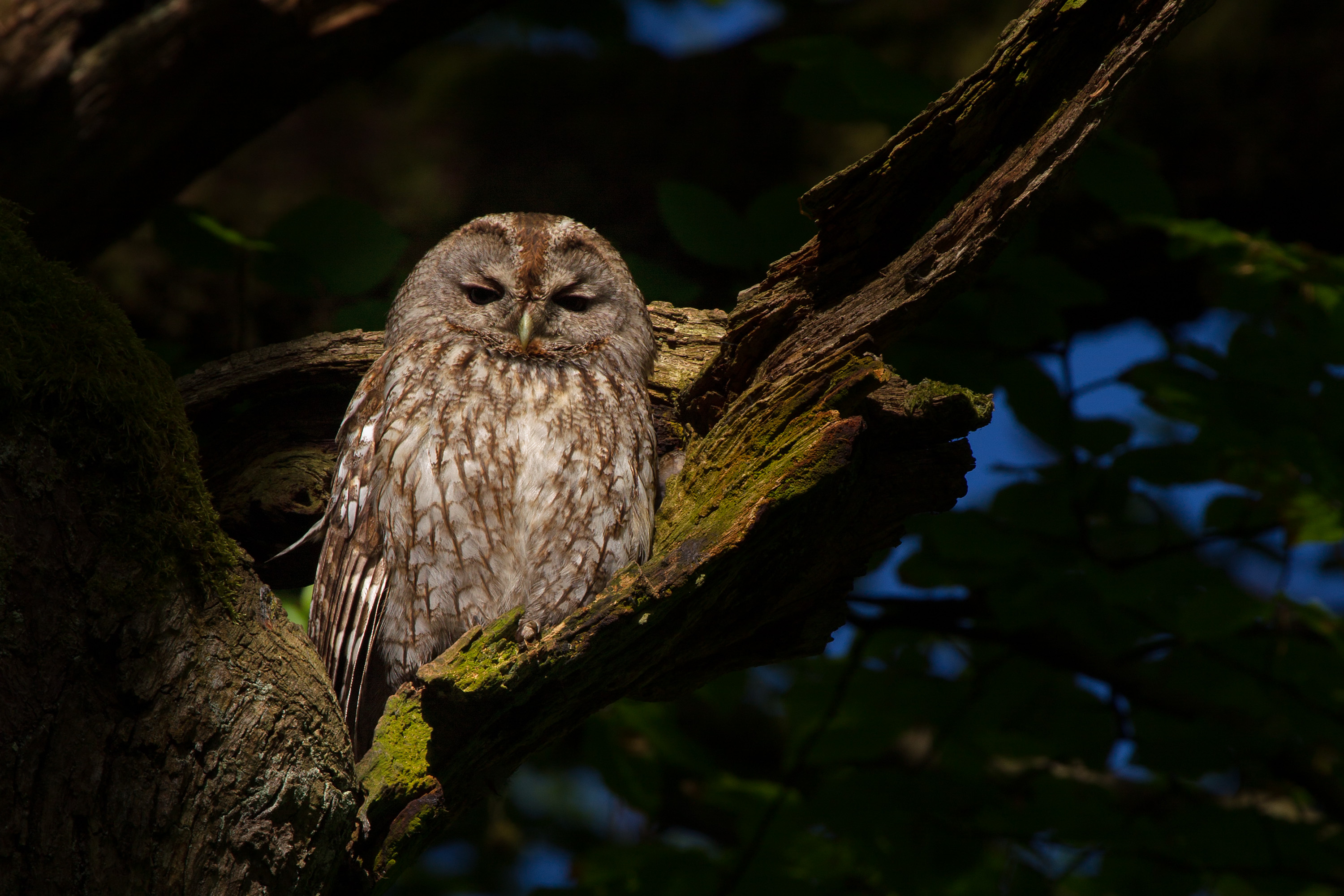
بومة سمراء

- سحلية حقيقية أو عظاءة حقيقية
- الحفافيث

### الطيور
- الوزة الربداء أو الإوزة الرمادية
- حمرواي أو بط كستنائي الرأس
- غرة أوراسية
- العوسق أو العاسوق
- حجل الصخر
- حمام بري
- حمام جبلي
- حمامة الغابة
- البومة السمراء
- النورس
- الجواثم
- عصفور الشوك الصنوبري
- دقناش صردي
- السمنة
- زُمَّتُ الصُّرُودِ أو الغُرَابُ الأَعْصَمُ اللُّبْنَانِيُّ
- غراب أسحم

### الثدييات

#### الحاشرات
- القنفذ الأوروبي
- زبابة أوراسية قزمة

#### الخفاشيات
- خفاش حدوة الفرس
- خفاش حذوة ميهيلي
- خفاش الحذوة الصغير

#### أرنبيات الشكل
- لأرنب الأوروبي

#### القوارض
- الزغبة (من الفصيلة الزغبية)
- الشيهم أو النيص

#### اللواحم
- الأسد الأحفوري
- النَّمِرُ (أحد أنواع فصيلة السنوريات)
- القط البري أو السنور البري

#### مزدوجات الأصابع
- الخنزير البرّي
- الأيّل الأسمر الأوروبي أو الأيّل الآدَم أوالأيّل الأسمر
- الأيل الأحمر
- الوعل الألبي